# Drugi gabinet Theresy May
Drugi gabinet Theresy May – gabinet Wielkiej Brytanii, urzędujący od 11 czerwca 2017 do 24 lipca 2019. Był jednopartyjnym gabinetem mniejszościowym Partii Konserwatywnej, wspieranym przez Demokratyczną Partię Unionistyczną (DUP) na zasadzie confidence and supply. Oznacza to, iż choć DUP nie był formalnym koalicjantem torysów i nie miał swoich przedstawicieli w składzie gabinetu, popierał rząd w kluczowych głosowaniach.

## Utworzenie gabinetu
Gabinet powstał po wyborach parlamentarnych z 8 czerwca 2017, w których żadna partia nie uzyskała większości bezwzględnej w Izbie Gmin (sytuacja taka nazywana jest zawieszonym parlamentem). 9 czerwca 2017 premier Wielkiej Brytanii Theresa May ogłosiła swój zamiar utworzenia nowego rządu mniejszościowego przy wsparciu Demokratycznej Partii Unionistycznej. 10 czerwca 2017 Theresa May spotkała się z przewodniczącą DUP Arlene Foster. W wyniku prowadzonych rozmów postanowiono, iż DUP będzie wspierać rząd na zasadzie confidence and supply.
11 czerwca 2017 po południu premier May zakończyła kompletowanie składu swojego gabinetu.

## Contempt of parliament
Z powodu odmowy ujawnienia analizy prawnej dotyczącej wynegocjowanej umowy o warunkach wystąpienia z Unii Europejskiej 4 grudnia 2018 kierowany przez nią rząd, jako pierwszy w historii Wielkiej Brytanii, stosunkiem głosów 311 do 293 został uznany przez Izbę Gmin winnym obrazy parlamentu (contempt of parliament).

## Wotum nieufności
16 stycznia 2019 Izba Gmin odrzuciła wniosek o wotum nieufności wobec rządu zgłoszony przez Partię Pracy stosunkiem głosów 325 do 306.

## Okoliczności dymisji
W związku ze spadającym poparciem wśród posłów Partii Konserwatywnej, spowodowanym planami premier dotyczącymi wystąpienia z Unii Europejskiej, 24 maja 2019 Theresa May ogłosiła, że 7 czerwca zrezygnuje z funkcji lidera Partii Konserwatywnej, a po wyborze następcy zrezygnuje również ze stanowiska premiera, które następnie obejmie nowy lider partii. Rezygnacja premiera pociąga za sobą dymisję całego gabinetu.

## Skład[11]
| Funkcja                                                        | Zdjęcie | Imię i nazwisko    | Partia polityczna    | Data powołania    | Data ustąpienia   |
| -------------------------------------------------------------- | ------- | ------------------ | -------------------- | ----------------- | ----------------- |
| Premier                                                        |         | Theresa May        | Partia Konserwatywna | 9 czerwca 2017    | 24 lipca 2019     |
| Pierwszy lord skarbu                                           |         | Theresa May        | Partia Konserwatywna | 9 czerwca 2017    | 24 lipca 2019     |
| Minister służby cywilnej                                       |         | Theresa May        | Partia Konserwatywna | 9 czerwca 2017    | 24 lipca 2019     |
| Kanclerz skarbu                                                |         | Philip Hammond     | Partia Konserwatywna | 11 czerwca 2017   | 24 lipca 2019     |
| Główny minister Skarbu Państwa                                 |         | Elizabeth Truss    | Partia Konserwatywna | 11 czerwca 2017   | 24 lipca 2019     |
| Minister biznesu, innowacji i zdolności                        |         | Greg Clark         | Partia Konserwatywna | 11 czerwca 2017   | 24 lipca 2019     |
| Minister ds. imigracji                                         |         | Brandon Lewis      | Partia Konserwatywna | 11 czerwca 2017   | 24 lipca 2019     |
| Minister ds. Irlandii Północnej                                |         | James Brokenshire  | Partia Konserwatywna | 11 czerwca 2017   | 24 lipca 2019     |
| Minister ds. Szkocji                                           |         | David Mundell      | Partia Konserwatywna | 11 czerwca 2017   | 24 lipca 2019     |
| Minister ds. Walii                                             |         | Alun Cairns        | Partia Konserwatywna | 11 czerwca 2017   | 24 lipca 2019     |
| Minister ds. wystąpienia Wielkiej Brytanii z Unii Europejskiej |         | David Davis        | Partia Konserwatywna | 11 czerwca 2017   | 8 lipca 2018      |
| Minister ds. wystąpienia Wielkiej Brytanii z Unii Europejskiej |         | Dominic Raab       | Partia Konserwatywna | 9 lipca 2018      | 24 lipca 2019     |
| Minister edukacji                                              |         | Justine Greening   | Partia Konserwatywna | 11 czerwca 2017   | 24 lipca 2019     |
| Minister ds. kobiet i równości                                 |         | Justine Greening   | Partia Konserwatywna | 11 czerwca 2017   | 24 lipca 2019     |
| Minister handlu międzynarodowego                               |         | Liam Fox           | Partia Konserwatywna | 11 czerwca 2017   | 24 lipca 2019     |
| Przewodniczący Zarządu Handlu                                  |         | Liam Fox           | Partia Konserwatywna | 11 czerwca 2017   | 24 lipca 2019     |
| Minister kultury, mediów i sportu                              |         | Karen Bradley      | Partia Konserwatywna | 11 czerwca 2017   | 24 lipca 2019     |
| Minister obrony                                                |         | Michael Fallon     | Partia Konserwatywna | 11 czerwca 2017   | 2 listopada 2017  |
| Minister obrony                                                |         | Gavin Williamson   | Partia Konserwatywna | 2 listopada 2017  | 24 lipca 2019     |
| Minister pracy i emerytur                                      |         | David Gauke        | Partia Konserwatywna | 11 czerwca 2017   | 8 stycznia 2018   |
| Minister pracy i emerytur                                      |         | Esther McVey       | Partia Konserwatywna | 8 stycznia 2018   | 15 listopada 2018 |
| Minister pracy i emerytur                                      |         | Amber Rudd         | Partia Konserwatywna | 16 listopada 2018 | 24 lipca 2019     |
| Minister rozwoju międzynarodowego                              |         | Priti Patel        | Partia Konserwatywna | 11 czerwca 2017   | 24 lipca 2019     |
| Minister społeczności i samorządów lokalnych                   |         | Sajid Javid        | Partia Konserwatywna | 11 czerwca 2017   | 30 kwietnia 2018  |
| Minister społeczności i samorządów lokalnych                   |         | James Brokenshire  | Partia Konserwatywna | 30 kwietnia 2018  | 24 lipca 2019     |
| Minister spraw wewnętrznych                                    |         | Amber Rudd         | Partia Konserwatywna | 11 czerwca 2017   | 29 kwietnia 2018  |
| Minister spraw wewnętrznych                                    |         | Sajid Javid        | Partia Konserwatywna | 30 kwietnia 2018  | 24 lipca 2019     |
| Minister spraw zagranicznych                                   |         | Boris Johnson      | Partia Konserwatywna | 11 czerwca 2017   | 9 lipca 2018      |
| Minister spraw zagranicznych                                   |         | Jeremy Hunt        | Partia Konserwatywna | 9 lipca 2018      | 24 lipca 2019     |
| Minister sprawiedliwości                                       |         | David Lidington    | Partia Konserwatywna | 11 czerwca 2017   | 24 lipca 2019     |
| Lord kanclerz                                                  |         | David Lidington    | Partia Konserwatywna | 11 czerwca 2017   | 24 lipca 2019     |
| Minister środowiska, żywności i spraw wsi                      |         | Michael Gove       | Partia Konserwatywna | 11 czerwca 2017   | 24 lipca 2019     |
| Minister transportu                                            |         | Chris Grayling     | Partia Konserwatywna | 11 czerwca 2017   | 24 lipca 2019     |
| Minister zdrowia                                               |         | Jeremy Hunt        | Partia Konserwatywna | 11 czerwca 2017   | 9 lipca 2017      |
| Minister zdrowia                                               |         | Matt Hancock       | Partia Konserwatywna | 9 lipca 2017      | 24 lipca 2019     |
| Minister – szef biura Gabinetu                                 |         | Damian Green       | Partia Konserwatywna | 11 czerwca 2017   | 24 lipca 2019     |
| Pierwszy sekretarz stanu                                       |         | Damian Green       | Partia Konserwatywna | 11 czerwca 2017   | 24 lipca 2019     |
| Generalny skarbnik                                             |         | Damian Green       | Partia Konserwatywna | 11 czerwca 2017   | 24 lipca 2019     |
| Kanclerz Księstwa Lancaster                                    |         | Patrick McLoughlin | Partia Konserwatywna | 11 czerwca 2017   | 24 lipca 2019     |
| Prokurator generalny                                           |         | Jeremy Wright      | Partia Konserwatywna | 11 czerwca 2017   | 24 lipca 2019     |
| Przewodniczący Izby Gmin oraz Lord przewodniczący Rady         |         | Andrea Leadsom     | Partia Konserwatywna | 11 czerwca 2017   | 23 maja 2019      |
| Przewodniczący Izby Gmin oraz Lord przewodniczący Rady         |         | Mel Stride         | Partia Konserwatywna | 23 maja 2019      | 24 lipca 2019     |
| Przewodniczący Izby Lordów                                     |         | Natalie Evans      | Partia Konserwatywna | 11 czerwca 2017   | 24 lipca 2019     |
| Lord tajnej pieczęci                                           |         | Natalie Evans      | Partia Konserwatywna | 11 czerwca 2017   | 24 lipca 2019     |